# Yakuza 5
Yakuza 5 — пригодницька гра, розроблена командою Ryu Ga Gotoku Studio та видана компанією Sega для PlayStation 3. Гра вийшла у 2012 році в Японії, а трьома роками пізніше відбувся світовий реліз. Це п'ятий тайтл основної частини серії Yakuza. Ремастер для PlayStation 4 вийшов в Японії у червні 2019 року, тоді як світовий реліз відбувся наступного року у вигляді безкоштовного завантаження гри для власників The Yakuza Remastered Collection до якої увійшли ремастери Yakuza 3, 4 і 5. Трилогія також була доступна в обмеженому тиражі фізичного релізу, який вийшов 11 лютого 2020 року. The Remastered Collection у електронному вигляді з'явилася також на Microsoft Windows та Xbox One у 2021 році.
На відміну від попередніх ігор серії, які повторно використовували один і той же рушій, починаючи з Ryū ga Gotoku Kenzan! (2008), Yakuza 5 розроблена на новому рушії, котрий також буде використано в наступних іграх студії Yakuza 0 і Kiwami. Подібно до попереднього тайтлу серії, Yakuza 5 представляє гравцю кількох ігрових персонажів: незмінний герой серії Казума Кірію, представлені в попередніх частинах серії Шун Акіяма, Тайґа Седжіма і Харука Савамура, а також новий персонаж Тацуо Шінада.

## Ігровий процес

Геймплей під час битви з босом: на екрані життєві показники грабельного персонажа і його опонента, а також екіпірована зброя (якщо є)

Yakuza 5 — пригодницька гра у жанрі побий усіх з відкритим світом і видом від третьої особи. Цього разу в грі п'ять грабельних персонажів. Ігровий процес відносно схожий на попередні ігри серії, хоча і з деякими змінами. Механіка адреналіну (англ. Heat Actions) зазнала подальших змін і доповнень. Сюди додались нові інколи комічні прийоми, значно посиливши варіативність бойових зіткнень. Подібно до попередньої гри серії, кожен протагоніст має власний бойовий стиль, що складається з великої кількості унікальних прийомів, котрі гравці розблокують в процесі проходження.
На відміну від Yakuza 4, де існували обмеження на певну зброю і на те, який персонаж міг її придбати та використати, всі грабельні персонажі окрім Харуки можуть придбати будь-яку зброю і мають власний набір прийомів з кожним її видом. Майстерність володіння всіма типами зброї досягається простим влучанням цією зброєю у ворогів, і окрім можливості використовувати більш потужну зброю цього виду, персонаж отримує певні переваги — чим вищий рівень володіння зброєю, тим вищий рівень майстерності.
Нововведенням Yakuza 5, характерним виключно для цієї гри зі всієї серії, є танцювальні битви. Ця активність доступна тільки для Харуки, котра працює в шоу-бізнес індустрії та на момент подій гри є популярним ідолом-початківцем. Механіка танцювальних битв базується на системі QTE, де основні рухи персонажа — це хореографічні рухи синхронізовані з показаними гравцю кнопками на екрані. Перемога базується на кількості набраних гравцем під час битви балів у чотирьох категоріях: вокалу, базової підготовки, продуктивності та чарівності.

## Сюжет

Танцювальні битви вперше з'являються в Yakuza 5. Механіка використовує системі QTE, де основні рухи персонажа — це хореографічні рухи синхронізовані з показаними гравцю кнопками на екрані. Перемога базується на кількості набраних гравцем під час битви балів у чотирьох категоріях: вокалу, базової підготовки, продуктивності та чарівності.

### Сетинг
Сюжет Yakuza 5 розгортається у 2012 році, через два роки після подій попередньої частини і є її прямим продовженням. Вперше в серії гра має п'ять різних локацій по всій Японії. Перша з них — Камурочо́, вигадане, але реалістичне відтворення кварталу червоних ліхтарів Шінджюку, Кабукічо, що повернулося з попередніх ігор. Друге — Со́тенборі, вигаданий район Осаки, заснований на Дотонборі, що повернувся з Yakuza 2. Три нові міста в грі — це Наґасуґа́й, вигаданий район червоних ліхтарів у Фукуоці, заснований на Накасу; Цукімі́но, вигадана частина Саппоро, Хоккайдо, заснована на Сусукіно; і Кінейчо́, вигадана частина Нагої, заснована на Сакае.

### Синопсис
У 2012 році сьомий голова Альянсу Омі невиліковно хворий і, в той час як там розпочинається боротьба за крісло голови, клан Тоджьо готується до потенційної міжкланової війни, яку на їхню думку розпочне майбутній наступник. Шостий голова Тоджьо, Дайґо Доджіма (Сатоші Токушіґе), укладає союзи з сім'ями якуза по всій Японії. Після зустрічі з патріархом організації Ямаґаса, Тадаші Мадараме (Кенджі Уцумі), Дайґо зустрічає Кірію (Такая Курода), що з недавніх пір дистанціювався від свого сиротинцю в Окінаві, переїхавши у Нагою, де працює таксистом під виганим ім'ям «Тайчі Сузукі». Він зробив це заради своєї прийомної доньки Харуки Савамури (Куґімія Ріе), котра в цей час робить перші кроки в індустрії шоу-бізнесу як поп-айдол, і будь-який зв'язок зі злочинним світом якуза для її кар'єри був би летальним.
Наступного дня після зустрічі з Дайґо до Кірію приходить особиста охорона голови Тоджьо, Ю Морінаґа (Точі Хірокі) і Масато Айдзава (Хірокі Ясумото), від яких він дізнається що Дайґо зник і Кірію був останнім хто його бачив. Мінору Аояма (Кенію Хоріючі) стає тимчасово виконуючим обов'язки голови за його відсутності. Пізніше від детектива Серізави (Ейджі Окуда) Кірію дізнається, що до зникнення Дайґо може бути причетний кандидат на посаду голови Омі Масару Ватасе (Рінтаро Ніші). Ватасе не знає про місцезнаходження Дайґо, але стверджує, що Аояма давно вже є шпигуном Омі у клані Тоджьо. У резиденції організації Ямаґаса Кірію знаходить патріарха Мадараме важко пораненим Аоямою, який планує захопити Клан Тоджьо. Кірію розбиває підконтрольні зраднику сили Тоджьо, але перед тим як Аояма встигає розкрити від кого він отримує накази, його вбиває Морінаґа, розкриваючи свою участь у змові. Хоча цього разу Кірію має намір триматися подалі від справ Тоджьо, звістка про смерть Ґоро Маджіми (Хіденарі Уґакі) знову підштовхує його до дії, і він вирушає до Камурочо…
Тайґа Седжіма (Рікія Кояма) відбуває покарання у в'язниці Абашірі, де дізнається про смерть свого названого брата Ґоро Маджіми. З допомогою заступника начальника в'язниці, Седжіма разом зі своїм сусідом по камері Шіґекі Бабою (Шунсуке Дайто) втікають. Вони викрадають ймовірного вбивцю Маджіми, який розповідає, що той насправді інсценував свою смерть. Седжімі також стає відомо, що з самого початку завданням Баби було його вбивство, але той надто прив'язався до своєї цілі, щоб виконати свою місію. Седжіму заарештовують, але дивний детектив Серізава звільняє його і направляє до Камурочо за подальшими відповідями…
Харука Савамура тренується в Сотенборі, щоб стати J-pop айдолом. В жорстку шоу-бізнес індустрію її затягла Мірей Пак (Ромі Пак), також змусивши Кірію приховати своє ім'я і покинути сиротинець, щоб захистити репутацію починаючої співачки. З часом Харука і Пак зближуються і та розповідає про своє минуле. У молодості на зорі власної кар'єри айдола, Пак таємно вийшла заміж за відомого в своєму оточенні якузу, але завагітнівши і втиху від нього позбувшись дитини задля своєї подальшої кар'єри, втратила і коханого чоловіка, який пішов від неї після того як дізнався про аборт, і кар'єру, після того як її агентство дізналося про таємний шлюб своєї підопічної. Популярна тоді зірка, Мірей Пак, поспішно завершила кар'єру, щоб уникнути скандалу і через кілька років відкрила власне агентство з пошуку і розкрутки талантів. Пак довіряє Харуці свою нездійсненну мрію і розкриває, що нещодавно отримала поштового листа від свого вже колишнього чоловіка і збирається з ним зустрітися. Однак наступного дня її знаходять мертвою, за висновком поліції від самогубства… Її смерть вводить у історію власника кредитної компанії Шуна Акіяму (Коїчі Ямадера), у якого Пак не так давно брала гроші на дебютний концерт Харуки. Разом вони виявляють, що передсмертна записка загиблої була підроблена за вказівкою Наоюкі Кацуї (Міцуру Фукікоші), генерального директора суперницької агенству Пак компанії, яка за сумісництвом належить Альянсу Омі. Акіяма знаходить вбивцю Пак, який зізнається, що вбив її випадково після того, як намагався отримати у неї листа від Ґоро Маджіми, щоб дізнатися про його місцезнаходження. З'ясовується, що колишнім чоловіком Пак був ніхто інший як Ґоро Маджіма. Харука з наміром здійснити давню мрію Пак і відіграти концерт в Токіо Доум, разом з Акіямою вирушає в Камурочо…
У Фукуоці замаскований Дайґо наймає Тацуо Шінаду (Тошіюкі Морікава), колишнього професійного бейсболіста, а нині журналіста видання, що спеціалізується на огляді місцевих борделів, для розслідування скандалу з договірними матчами п'ятнадцятирічної давнини, який призвів до вигнання Шінади з професійного бейсболу в 1997 році. Шінада з'ясовує, що його колишній менеджер, Фуджіта (Джунпей Моріта), відповідальний за ту доленосну підставу, що призвела до поліцейського розслідування з подальшим видворенням місцевих філіалів Тоджьо та Омі з Фукуоки. Дайґо розкриває свою справжню особистість, і разом вони відправляються в Камурочо…
Прибувши до Токіо, Кірію дізнається, що Баба — співучасник задуму Альянсу Омі, який планував виманити Седжіму та Кірію. Акіяма і Шінада зустрічаються і дізнаються про плани Омі на вбивство Харуки під час її виступу в Токіо Доум. Розслідування щодо Кацуї показує, що він був другом Пак і не замовляв її смерті. Кірію, Седжіма і, також прибувший у Токіо, Ватасе отримують інформацію, яка спонукає їх зустрітися з Кацуї. На їхню зустріч прибуває справжній організатор всього задуму, яким виявляється діючий голова Альянсу Омі, Цубаса Куросава, якого Кірію і Седжіма впізнають як «детектива Серізаву». Всі четверо готуються до захисту Харуки на її концерті. З'ясовується також, що Маджіма лише інсценував свою смерть, щоб таємно розслідувати задум голови Омі.
Чоловіки мобілізуються, щоб покласти край планам Куросави. Вони дізнаються про його задум поставити на чолі обох Тоджьо і Омі свого позашлюбного сина Масато Айдзаву, і за допомогою лояльних якузи, яких Дайґо зібрав об'їздивши усю країну, вдається зупинити сили Куросави в Токіо. Кірію власноруч перемагає Айдзаву, але при цьому отримує важкі поранення. Шкодуючи про всі жертви, на які вона пішла задля кар'єри айдола, прямо під час свого першого і єдиного концерту Харука публічно зізнається у своєму родстві з легендарним якуза і тут же завершує кар'єру, безповоротно знищивши свою репутацію у шоу-бізнесі та втікає зі сцени. Вона знаходить стікаючого кров'ю Кірію на вулиці, і батько з донькою возз'єднуються на короткий час, перш ніж Кірію втрачає свідомість від отриманих ран.

## Розробка
На розробку пішло вдвічі більше часу, ніж на попередні ігри серії, які зазвичай мали річний цикл розробки. Гра розроблялася як щось на кшталт перезавантаження серії, і розробники охрестили її «Новою Yakuza», маючи на меті створити один з найкращих сценаріїв в історії серії. Крім того, гра була розроблена на абсолютно новому ігровому рушії. Розробники називали Yakuza: Dead Souls кінцем усього, що було розроблено у серії до цього моменту, тоді як Yakuza 5 розглядалася як «новий старт».
У грудні 2014 року Sega оголосили, що Yakuza 5 вийде на Заході 8 грудня 2015 року у вигляді цифрового завантаження через PlayStation Network.
Ремастер з покращеною роздільною здатністю та частотою кадрів був випущений для PlayStation 4 у червні 2019 року в Японії. Трохи пізніше, у лютому 2020 року, відбувся реліз ремастера на Заході, що увійшов до The Yakuza Remastered Collection, разом з ремастерами Yakuza 3 та Yakuza 4, з англомовною локалізацією, відновленим контентом з японської версії та можливістю перемикання між японськими текстами кандзі та ромадзі та перекладеними англійською мовою текстами караоке-пісень.

## Оцінки і відгуки
| Агрегатор  | Оцінка |
| ---------- | ------ |
| Metacritic | 83/100 |

| Видання     | Оцінка |
| ----------- | ------ |
| Destructoid | 8,5/10 |
| Famitsu     | 40/40  |
| GameSpot    | 8/10   |
| GamesRadar+ | [ 6 ]  |
| RPGamer     | 4/5    |
| Push Square | 8/10   |

Yakuza 5 отримала загалом позитивні відгуки на західних територіях та широке визнання серед гравців і критиків Японії. На агрегаторі рецензій Metacritic Yakuza 5 має «загалом позитивний» рейтинг, набравши 83 бали, тоді як у японському рейтингу гра отримала 40/40 на Famitsu.
Більшість рецензентів хоч і залишились задоволеними боївкою загалом, все ж вказали на її несучасність. Кайл Макгрегор з Destructoid поскаржився на застарілі бойові механіки гри: «[…] боївка не зазнала значних змін з моменту дебюту серії десять років тому на PlayStation 2. Навіть враховуючи, скільки часу знадобилося Sega, щоб локалізувати цю гру, її жорсткі бої здаються жахливо застарілими, на відміну від більшості екшенів, які сьогодні доступні на ринку». Його підтримав рецензент GameSpot, на думку якого: «Основна суть бою в Yakuza 5 майже не змінилася з часів першої гри[…] Перевірена часом схема добре служить Yakuza 5, але після стількох років її вік вже неможливо приховати».
Сем Вачтер з RPGamer назвав сюжет Yakuza 5 «одним з найкращих у серії», проте розкритикував локалізацію гри за «поспішність, що особливо помітно в орфографічних невідповідностях та у дивних помилках, які просочуються в загалом чудову розповідь». Для Роберта Рамзі з Push Square сюжет став «приземленою, але захопливою історією, яка акуратно вписується в загальний сюжет серії», він також зазначив, що «часом Yakuza 5 здається неймовірно повільною, навіть за стандартами серії».

### Продажі
До квітня 2013 року в Японії було продано 590 000 копій гри. В Японії було продано 21 047 фізичних копій для PlayStation 4 протягом першого тижня після релізу, що зробило її другою найбільш продаваною грою того часу.